# 宽果红景天
宽果红景天（学名：Rhodiola eurycarpa）是景天科红景天属的植物，为中国的特有植物。分布在中国大陆的甘肃、青海、陕西、四川等地，生长于海拔2,500米至4,300米的地区，一般生长在山坡林下或山坡沟边石上，目前尚未由人工引种栽培。

## 别名
前进景天（拉汉种子植物名称）